# Rodolfo Ambrosio
Carlos Rodolfo Ambrosio (Córdoba, 27 de diciembre de 1961) es un entrenador y exjugador italiano de rugby nacido en Argentina, que se desempeñaba como apertura.
Es entrenador de la selección de rugby de Uruguay desde abril de 2024. Anteriormente dirigió la selección de Brasil y los Cafeteros Pro de la Súper Liga Americana de Rugby.

## Carrera
Debutó en el Tala Rugby Club integrando el mejor equipo cordobés de los años 80, con compañeros como Enrique Rodríguez y Hugo Torres, esto le permitió representar también a los Dogos. En 1985 inició una larga trayectoria profesional en la liga italiana donde se retiró como profesional.

## Selección nacional
Fue convocado a la Azzurri para integrar el plantel que participó de Nueva Zelanda 1987, la primera Copa Mundial de Rugby y finalizado el torneo volvió a ser convocado hasta 1989, ese año su compatriota Diego Domínguez le ganaría su lugar.
Fue el encargado de dar la patada inaugural en el primer partido, del primer mundial de rugby de la historia, jugado entre Nueva Zelanda e Italia en 1987.

### Participaciones en la Copa del Mundo
Los italianos debutaron en su grupo cayendo contra los eventuales campeones del Mundo; los All Blacks por 70–6 y este fue su único partido, luego la Azzurri caería ante los Pumas y triunfaría frente a Fiyi siendo eliminados en fase de grupos. Fue su único Mundial y no marcó puntos.
| Mundial                       | Sede          | Resultado      | PJ | Tries |
| ----------------------------- | ------------- | -------------- | -- | ----- |
| Copa Mundial de Rugby de 1987 | Nueva Zelanda | Fase de grupos | 1  | 0     |

## Palmarés
- Campeón del Torneo de Córdoba de 1981, 1983, 1984 y 1985.

## Carrera de entrenador
Regresó a Argentina después de terminar su carrera como jugador, donde fue entrenador en jefe del Tala Rugby Club, de 1999 a 2000. Regresó a Italia, donde fue entrenador en jefe de Rugby Petrarca, militando en el super 10 de ese país, de 2002/03 a 2003/04, y Segni, de 2005/06 a 2006/07. De regreso a Argentina, fue director del Centro Federal de Desarrollo y Alto Desempeño de la provincia de Córdoba, de octubre de 2008 a 2012, en nombre de la UAR y el plan PLADAR
Fue el entrenador en jefe de Selección argentina de rugby sub-20, Pumitas, de 2013 a 2015, participando en el Campeonato Mundial Juvenil del IRB 2014, terminando en noveno lugar.
En noviembre de 2014, fue anunciado como el nuevo entrenador en jefe de Brasil, cargo que ocupó durante 5 años siendo el responsable de la revolución y progreso del rugby allí.
Con Brasil participó de competencias Sudamericanas, obteniendo por primera vez el país un campeonato Sudamericano A en 2018, y logrando sus más importantes victorias sobre Argentina XV y en el plano internacional Georgia.
En 2020 fue confirmado como entrenador de una franquicia en Major League Rugby de USA, no pudiendo asumir por la pandemia de covid 19.
En 2021 fue entrenador de la franquicia Cafeteros Pro en la liga Sudamericana Profesional de Rugby.